# Könskromosom

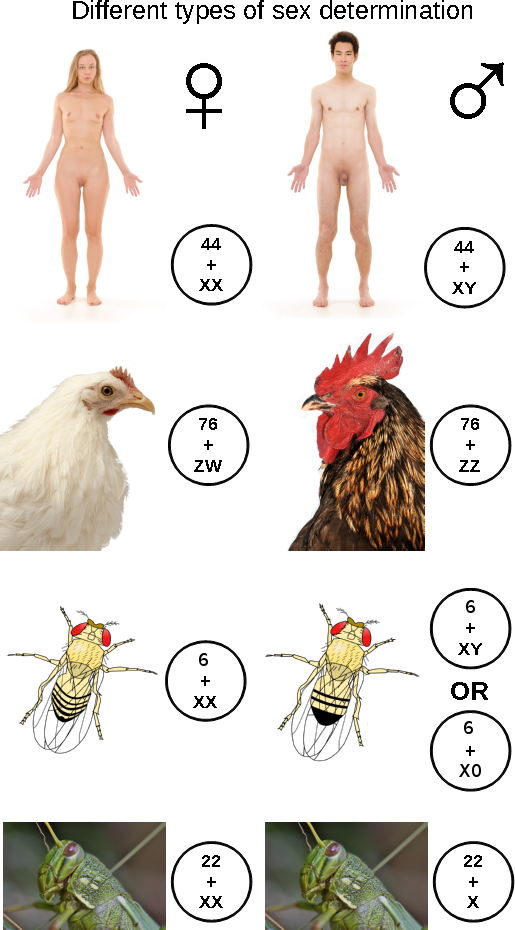
Olika typer av kromosombaserade könsbestämningssystem.

En könskromosom eller allosom är en av de kromosomer som bestämmer könet hos individen (i motsats till autosomerna). Det system som omfattar människor och de flesta däggdjur bygger på X-kromosomen och Y-kromosomen. En hona har där normalt två X-kromosomer, medan en hanne normalt har en X-kromosom och en Y-kromosom .

## Könsbestämning
Det som avgör individens kön i XY-systemet är inte själva kromosomuppsättningen utan huruvida individen fått SRY-genen och producerar de med den sammanhängande proteinerna och hormonerna . Denna följer normalt med Y-kromosomen, men kan i sällsynta fall saknas (eller vara dysfunktionell) hos denna, varför det förekommer att också honor har kromosomuppsättningen XY. I andra sällsynta fall har genen hamnat på en X-kromosom och lett till en XX-hanne. Det finns även andra avvikande könskromosomuppsättningar, som till exempel vid Turners syndrom eller Klinefelters syndrom och funktionsrubbningar som leder till okänslighet för manligt könshormon (androgenokänslighet).
Fåglar, fjärilar och vissa fiskar har ett annat system, vilket bygger på ZW-systemet. Där är det honorna som har två olika kromosomer, dvs en W och en Z, medan hannarna har två Z-kromosomer.
Groddjur har ett system där olika gener på olika kromosomer har betydelse för könet beroende på art..
Det finns också arter, till exempel gräshoppor, där individer kan ha antingen två X-kromosomer, vilket gör dem till honor, eller endast en X-kromosom och inget mer, så kallad XO, vilket gör dem till hannar. Deras spermier innehåller alltså en X-kromosom eller så saknar de helt könskromosom.
Steklar, som bland annat bin, getingar och myror, har ett speciellt system: Hos dem är honor diploida, det vill säga cellerna har normalt dubbel uppsättning kromosomer, medan hanarna är haploida, cellerna har bara en enkel uppsättning kromosomer Hos steklarna genererar ett befruktat ägg en hona, medan ett obefruktat genererar en hane. De har alltså inga könskromosomer.
Hos en del arter förekommer hermafroditer, individer som är både hane och hona, samtidigt eller vid olika tidpunkter. Det kan gälla alla individer inom arten eller en del av dem.
Det finns många olika sätt att identifiera könskromosomuppsättningen på.

## Könskromosomens genetiska funktioner
X- och Y-kromosomerna innehåller genetisk information, framförallt den som avgör vilket kön individen utvecklar, men också annan: exempelvis finns en variant på en gen i könskromosomen X som ligger bakom merparten av de kända fallen av färgblindhet hos män. Eftersom åkomman är X-bundet recessivt är det vanligare hos män (som bara har en X-kromosom), men förekommer även hos kvinnor (i de fall båda X-kromosomerna bär varianten).